# Elizabeth Gleadle
Elizabeth Gleadle, född 5 december 1988, är en friidrottare från Kanada. Hon deltog vid olympiska sommarspelen 2012, olympiska sommarspelen 2016 och olympiska sommarspelen 2020.